# Plays Gastrbajtrs
Plays Gastrbajtrs (znan tudi kot Demolition Group Plays Gastrbajtrs) je album priredb posavske alternativne skupine Demolition Group, izdan leta 1993 pri založbi KifKif Records v obliki CD-ja. Na njem je pet na novo posnetih pesmi, ki so jih člani Demolition Group izvajali v 80-ih kot skupina Gast'rbajt'rs.

## Seznam pesmi
Vso glasbo je napisala skupina Demolition Group. Vsa besedila je napisal Goran Šalamon.
| Št. | Naslov                    | Dolžina |
| --- | ------------------------- | ------- |
| 1.  | „Zlata melodija‟          |         |
| 2.  | „Poslednje dete na svetu‟ |         |
| 3.  | „Swing‟                   |         |
| 4.  | „Enajst letnih časov‟     |         |
| 5.  | „Japanci rade za nas‟     |         |

## Zasedba
Demolition Group
- Goran Šalamon — vokal
- Jože Pegam — saksofon
- Bojan Fifnja — kitara
- Nikola Sekulović — bas kitara
- Uroš Srpčić — bobni
- Matjaž Pegam — zvok, miks